# 科爾曼縣 (德克薩斯州)
科爾曼縣（英語：Coleman County）位美國德克薩斯州中西部的一個縣。面積3,319平方公里。根据美國2000年人口普查，共有人口9,235人。縣治科爾曼（Coleman）。
成立於1858年2月1日，縣政府成立於1864年10月6日。縣名紀念《德克薩斯獨立宣言》簽署者之一的羅伯特·M·科爾曼。